# Římskokatolická farnost Rychnov u Nových Hradů
Římskokatolická farnost Rychnov u Nových Hradů je územním společenstvím římských katolíků v rámci vikariátu České Budějovice - venkov českobudějovické diecéze.

## O farnosti

### Historie
První zmínka o kostele svatého Jiljí pochází z roku 1261. Za husitských dob byl poškozen a jeho oprava se natáhla až k roku 1500.

### Současnost
Správa farnosti je vedena z kláštera na Nových Hradech. Odtud sem dojíždí kněží sloužit mše svaté.

## Bohoslužby
| Kostel           | Místo                  | Bohoslužba | Bohoslužba |
| ---------------- | ---------------------- | ---------- | ---------- |
| Kostel sv. Jiljí | Rychnov u Nových Hradů | neděle     | 11:00      |